# Ottavio Missoni
Ottavio Missoni (né le 11 février 1921 à Dubrovnik dans le Royaume des Serbes, Croates et Slovènes et mort le 9 mai 2013 à Sumirago) est un athlète et un styliste italien, fondateur de la société Missoni.

## Biographie
Durant sa jeunesse, Ottavio Missoni est un grand athlète, spécialiste du 400 mètres. Il est champion d'Italie à plusieurs reprises et participe aux Jeux olympiques d'été de 1948. À cette occasion, il fait la connaissance de sa future femme, dont la famille possède une entreprise de textile dans le nord de l'Italie.
Missoni devient styliste et cofonde avec sa femme, Rosita Jelmini, la maison Missoni, en 1953. La renommée de la marque s'est fait sur une ligne de vêtement basée sur des motifs en zigzag. 
Ayant une réputation d'innovateur, Missoni est le premier à se tourner vers le marché de masse en s'associant au groupe américain Target. Aujourd'hui, le groupe est présent dans le prêt-à-porter pour hommes, femmes et enfants, et les parfums. Le groupe possède deux hôtels de luxe en collaboration avec le groupe Rezidor. Il a également réalisé des intérieurs de voiture pour la marque Mazda.
En 2013, l'entreprise est toujours aux mains de la famille Missoni, ce sont les enfants et petits-enfants qui dirige le groupe[réf. nécessaire].

## Vie privée
En 1948, Ottavio rencontre sa femme, Rosita Jelmini. En janvier 2013, son fils aîné, Vittorio, directeur général marketing de la maison, et son épouse s'écrasent en avion au large du Venezuela.